# Alexandru Maxim
Alexandru Iulian Maxim (Piatra Neamț, 8 juli 1990) is een Roemeens voetballer die doorgaans als offensieve middenvelder speelt. Hij verruilde VfB Stuttgart in juli 2017 voor 1. FSV Mainz 05. Maxim debuteerde in 2012 in het Roemeens voetbalelftal.

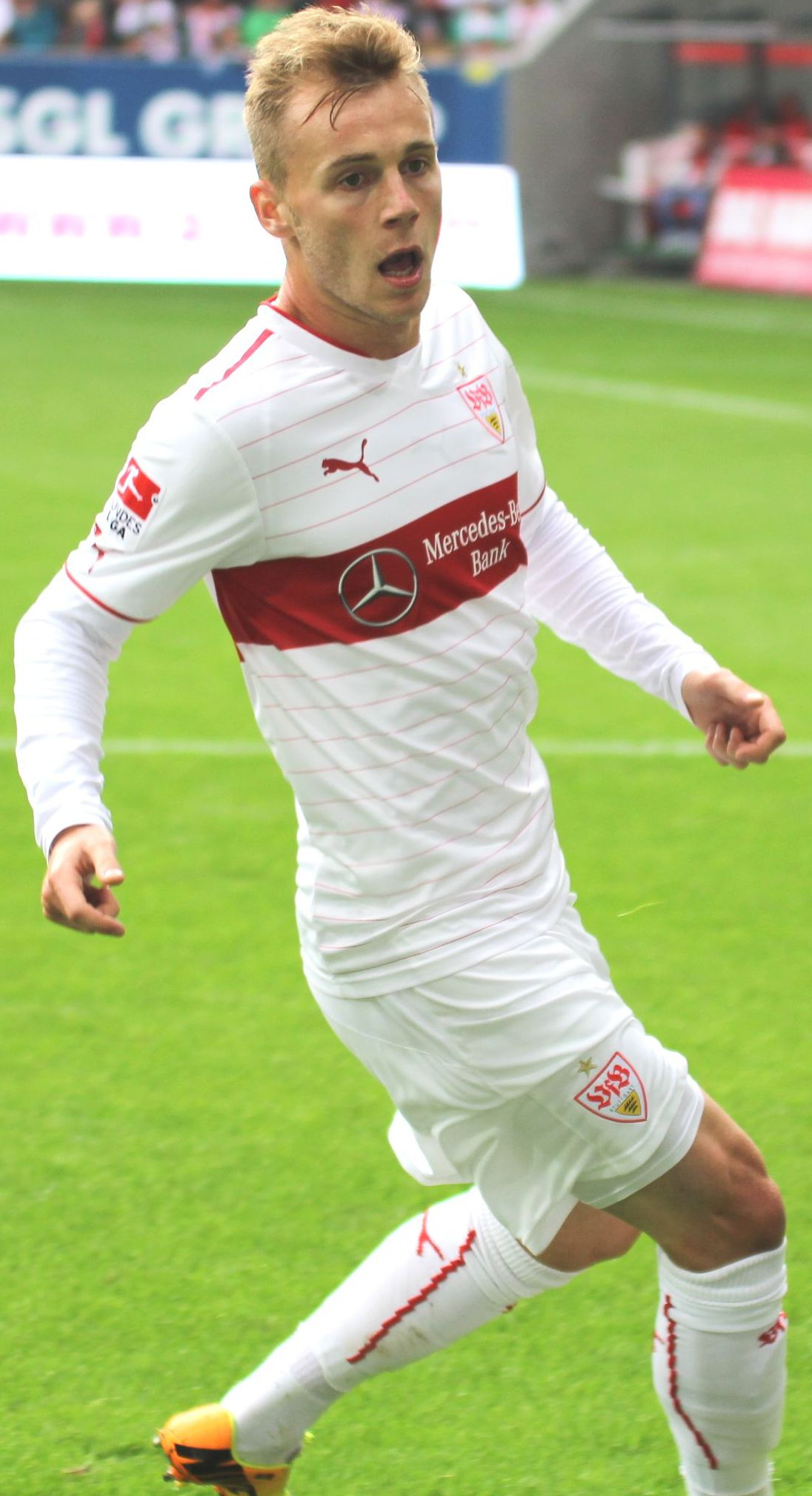
Maxim spelende voor VfB Stuttgart in 2013

## Clubcarrière
Maxim trok op 17-jarige leeftijd naar Espanyol. Hij speelde voor Espanyol B in de Segunda División B. Nadien werd hij uitgeleend aan CF Badalona. In juli 2011 keerde hij terug naar Roemenië om bij Pandurii Târgu Jiu te spelen. Na 9 doelpunten uit 44 wedstrijden tekende Maxim in januari 2013 een 4,5-jarig contract bij het Duitse VfB Stuttgart. Hij debuteerde voor VfB op 14 februari 2013 in de Europa League tegen KRC Genk. Op 23 februari 2013 maakte de Roemeens international zijn Bundesliga debuut tegen FC Nürnberg.

## Interlandcarrière
Op 30 mei 2012 debuteerde Maxim voor Roemenië in een oefeninterland tegen Zwitserland. Bij Ardealul Cluj speelde hij nog samen met Roemeens international Vlad Chiricheș. Op 11 september 2012 scoorde Maxim zijn eerste doelpunt voor Roemenië in een WK-kwalificatiewedstrijd tegen Andorra. Op 14 november 2012 scoorde hij de gelijkmaker voor Roemenië tegen België in een vriendschappelijke interland. De wedstrijd eindigde uiteindelijk op 2-1. Eerder bracht Christian Benteke België op voorsprong. Na het doelpunt van Maxim schoot Gabriel Torje de winnende treffer in het net.

## Erelijst
| Kampioen 2. Bundesliga | 1x | 2016/17 |

1 Pantilimon ·
2 Mățel ·
3 Raț ·
4 Moți ·
5 Hoban ·
6 Chiricheș ·
7 Chipciu ·
8 Pintilii ·
9 Alibec ·
10 Stanciu ·
11 Torje ·
12 Tătărușanu ·
13 Keșerü ·
14 Andone ·
15 Găman ·
16 Filip ·
17 Sânmărtean ·
18 Prepeliță ·
19 Stancu ·
20 Popa ·
21 Grigore ·
22 Săpunaru ·
23 Lung Jr. · 
Coach: Iordănescu